# 武田晴親
武田 晴親（たけだ はるちか）は、江戸時代中期の武士。晴方とも。

## 概要
武田信玄の弟の望月信繁の末裔とされる。
享保14年（1729年）5月1日には非蔵人に任じられている。同16年（1732年）12月25日には名前を晴親から晴方へと改めている。同20年（1735年）3月18日には正六位下・主殿助・院蔵人に叙任されている。元文2年（1737年）5月10日には致仕した。